# Роцано (Милано)
Роцано (итал. Rozzano) је насеље у Италији у округу Милано, региону Ломбардија.
Према процени из 2011. у насељу је живело 39731 становника. Насеље се налази на надморској висини од 108 м.

## Становништво
Према резултатима пописа становништва 2011. у општини је живело 39.983 становника.
| 1931. | 1936. | 1951. | 1961. | 1971.  | 1981.  | 1991.  | 2001.  | 2011.  |
| ----- | ----- | ----- | ----- | ------ | ------ | ------ | ------ | ------ |
| 2.390 | 2.534 | 2.701 | 6.313 | 32.915 | 38.230 | 37.660 | 37.207 | 39.983 |